# 작두콩
작두콩(학명: Canavalia ensiformis, jack bean)은 동물 먹이와 인간의 영양을 위해 사용되는 협과 식물이다. 특히 브라질에서는 돼지콩(feijão-de-porco)으로 부른다. 콘카나발린 A의 근원이기도 하여 "콘카나발린 A. 작두콩"으로도 부른다. 칼 폰 린네에 의해 분류명이 명명되었다.
이 식물은 최대 1미터 높이로 자라는, 다른 것에 감겨 자라는 식물이다. 뿌리가 깊어서 가뭄에 저항적이다. 꽃은 분홍자주색이다. 꼬투리는 최대 36센티미터 길이이며 크기가 크고 흰 씨를 담고있다.
정원 식물로서 충분한 영양과 비옥한 토양, 태양, 그리고 온기가 주어지면 2미터 이상으로 성장할 수 있다.

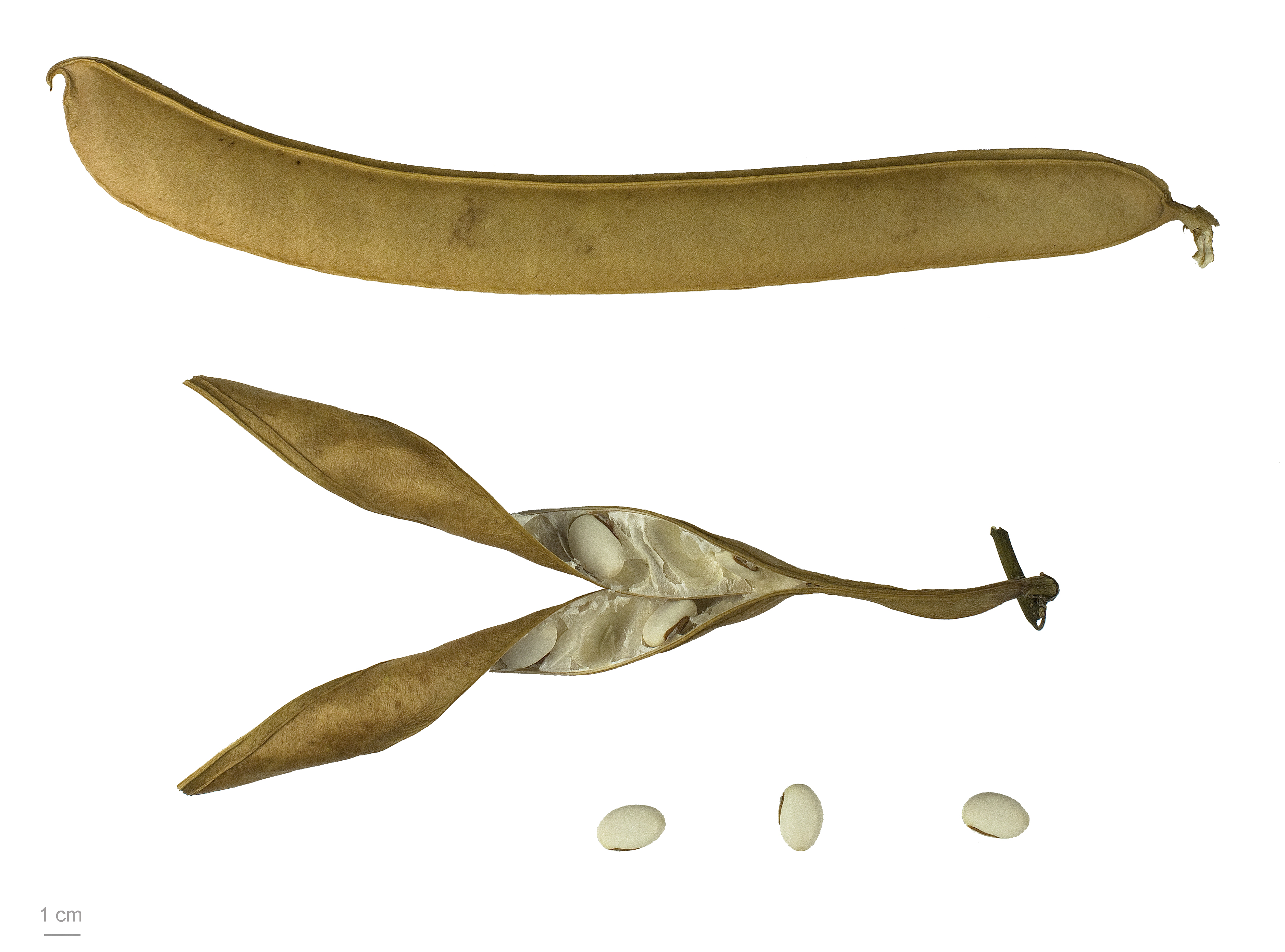